# 王清任
王清任（1768年—1831年），又名全任，字勛臣，直隸玉田（今河北省玉田縣）人，清朝医生。

## 生平
王清任自幼习武，是武庠生。青年时曾考取武秀才，后捐资得千总衔。
後改习岐黄，以医为业。于北京开设药铺“知一堂”。

## 成就及影响
1797年，王清任曾親見瘟疫災區兒童屍體三十多例，又數次前往刑場，觀察死刑犯的屍體內臟位置，將其所見繪制成《親見改正臟腑圖》。王氏闡發了人的“靈機記性不在心在腦”，認為耳、目、鼻、舌等的功能都與腦相關。他認為“著書不明臟腑，豈不是癡人說夢？治病不明臟腑，何異盲子夜行。”梁啟超稱王清任為“中國醫界極大膽之革命者”。
由于王清任所观察的多是行刑后甚至腐烂的尸体，因而也有不少错误。但王清任在解剖学上的认识对中国医学几乎没有产生任何影响，甚至有人批評他“教人于胔骼堆中、杀人场上学医道……东张西望，东集西凑，便可驾圣贤而上”。
王清任真正的贡献是对“活血化瘀”法的应用。在《醫林改錯》中，有关活血化瘀的方劑有二十二例，如五逐瘀汤（血府逐瘀湯、膈下逐瘀湯、少腹逐瘀湯、身痛逐瘀汤、通窍活血汤）、補陽還五湯等，均為活血化瘀的名方，至今仍為臨床廣泛應用。